# Marcel North
Marcel North, né à Dorking (Royaume-Uni) le 24 février 1909 et mort le 2 juillet 1990 à Neuchâtel (Suisse), est un dessinateur, aquarelliste, graveur, illustrateur, écrivain, créateur de costumes et de décors.

## Biographie
Marcel North naît le 24 février 1909 à Dorking, dans le comté de Surrey en Angleterre.
Arrivé avec ses parents à Neuchâtel en 1911, il y effectue sa scolarité. Entre 1926 et 1928, il étudie à l'École des arts décoratifs de Strasbourg. Il fait son apprentissage de dessinateur et graveur chez Conrad Meili, à Neuchâtel .
En 1929, le libraire parisien Georges Télin publie Le Grand Testament de François Villon avec 20 eaux-fortes originales de Marcel North. Denis de Rougemont en fait l'éloge dans La Revue des Belles-Lettres.
En 1932, il rejoint son frère qui tient un atelier de photographie et de dessin publicitaire, à Londres. Il y écrit de nombreux articles comme correspondant de la Feuille d'Avis de Neuchâtel. De retour en Suisse en 1935, il continue sa carrière de journaliste, et illustre, pour une grande partie, l'ouvrage collectif Vignes et vins de Neuchâtel.
En 1939, il épouse Marie-Claire Bodinier, se fait naturaliser suisse en 1941 et est intégré dans l'armée. Les années quarante marquent un apogée de l'édition suisse, profitant des problèmes des pays voisins. À cette époque, North illustre plusieurs œuvres classiques. Dès la fin de cette décennie, il se voue à des créations plus originales, rédigeant et dessinant ce qui allait définir son style dynamique et fluide[réf. souhaitée], centré sur sa région, comme le montre sa bibliographie.
Il est par ailleurs chroniqueur dans l'hebdomadaire satyrique Curieux et dans la Feuille d'avis de Neuchâtel.
Il meurt le 2 juillet 1990 à Neuchâtel, à l'âge de 81 ans.

## Œuvre

### Albums
- Serrières, du fil de l’eau à l’essor industriel, Paul Attinger / Chocolat Suchard, Neuchâtel, 1952.
- La Bière éternelle (de la bière de Sumer à la bière de Müller) Ides et Calendes, Neuchâtel, 1964.
- La Maille et ce qui s’ensuit, Édouard Dubied et Cie, Couvet, 1967.
- Le Pays de Neuchâtel à travers les siècles, Paul Attinger, Neuchâtel, 1970.
- Le Livre d’un civil, Ides et Calendes, Neuchâtel, 1970.

### Ouvrages illustrés
- François Villon, Le Grand Testament Georges Télin, Paris, 1929 (20 eaux-fortes)
- Edgar Allan Poe, Aventures d'Arthur Gordon Pym Ides et Calendes, Neuchâtel, 1942 (16 lithographies)
- Montaigne, Journal de son voyage en Suisse Ides et Calendes, Neuchâtel, 1945 (12 eaux-fortes)
- Pedro de Alarcón, Le tricorne à la Baconnnière, Neuchâtel 1946 (8 eaux-fortes)
- Brillat-Savarin, Histoire philosophique de la cuisine ,À la Baconnière, Neuchâtel, 1959 (51 lithographies)
- M. Bourquin et Ch. Vouga Recettes culinaires et hygiène alimentaire, Département de l'Instruction publique du canton de Neuchâtel, Neuchâtel, 1989.

### En collaboration avec Jacques Montandon
- Neuchâtel à table, Ides et Calendes,Neuchâtel, 1973